# Уилям Ноулс
Уилям Стандиш Ноулс (на английски: William Standish Knowles, 1 юни 1917 – 13 юни 2012) е американски химик.

## Научна дейност
Ноулс получава Нобелова награда за химия през 2001 г. заедно с Рьоджи Нойори и Карл Бари Шарплес „за разработването на каталитично асиметричната синтеза“, която представлява технология, засягаща фармацевтиката. Ноулс води екип от изследователи, които разработват хирално-фосфинни лиганди, които се оказват ефективни в синтеза на Леводопа. Ноулс ръководи тези изследвания в институтите на корпорация Monsanto.